# 韩崇凯
韩崇凯（1990年8月18日—2021年1月7日），绰号虎子，河南郑州人，中国职业篮球运动员，场上位置为中锋，2011-12赛季中国男子篮球职业联赛冠军成员。
北京首钢青训出身，运动生涯主要在中职篮的北京首钢度过，曾短暂效力于全国男子篮球联赛的辽宁西洋一个赛季。2013年因罹患心脏主动脉夹层动脉瘤而选择退役，转型为北京首钢篮球俱乐部工作人员。2021年1月7日12点24分，因突发腹腔主动脉肿瘤抢救无效，于北京去世。